# Castell de Pelișor
El castell de Pelișor és un petit palau construït al domini del castell de Peles a la vall de Prahova (Transsilvània, Romania). Construït entre el 1899 i el 1902 per l'arquitecte txec Karel Liman i decorat per l'artista vienès Bernhard Ludwig, el castell de Pelișor es va convertir, a partir del 1903, en la residència d'estiu dels hereus de Romania.
Es va construir a petició del rei Carles I, com a residència dels prínceps hereus Ferran i Maria.
El mobiliari i les decoracions interiors, fetes en gran part per Bernhard Ludwig, indiquen un espai residencial (vestíbul, oficines, capella, "sala daurada"), un homenatge a les innovacions dels moviments artístics de principis del segle xx.
Pelișor només té 99 habitacions, en comparació amb el castell de Peles, amb 160 habitacions. Tota la casa va ser decorada per ser una residència principesca i té l'empremta d'una forta personalitat: la reina Maria. El saló d'honor està revestit de fusta de roure. El dormitori daurat està decorat segons els plànols i dibuixos de la reina amb mobles tallats en fusta de til·ler daurat. El seu despatx també va ser decorat segons els plans de la reina, i les parets de la Cambra Daurada estan decorades amb fulles de card, un motiu estimat per la reina, ja que era l'emblema d'Escòcia, el seu lloc de naixement. Els seus fills també van créixer aquí: Carles (el futur rei Carles II), Maria (reina de Iugoslàvia), Elisabet (reina de Grècia) i Nicolau.
Les habitacions principals són:
Sala d'honor, refinada per la senzillesa, revestida amb arques de roure. Destaca la claraboia decorada amb vitralls, un element arquitectònic propi de l'art dels anys 1900.
L'oficina del rei Ferran imposa solemnement. Dels mobles decorats a l'estil del neorenaixement alemany, destaca l'escriptori de fusta de noguera, cobert amb tres plafons tallats que representen els castells de Peles, Pelișor i Foisor.
La capella integrada a l'apartament de la reina Maria es troba en un espai cobert de marbre de Ruschița, accessible a través d'un arc daurat amb columnes, amb una inscripció emblemàtica. La nota de silenci dona als vitralls decorats amb entrellaçats que filtren una llum fascinant.
El dormitori daurat està moblat amb peces realitzades el 1909 als Tallers d'Arts i Oficis de Sinaia (escola fundada pel rei), segons els plànols i dibuixos de la reina. Esculpides en fusta de calç daurada, presenten en decoració l'entrellaçat d'inspiració celta i l'element zoomòrfic romà d'Orient, interpretat a la manera de l'Art 1900.
L'oficina de la reina Maria, situada en un interior adornat amb columnes de Brancoveanu i una xemeneia específica per als interiors romanesos, inclou mobles dissenyats per la reina. Les cadires i la taula de correspondència estan decorades amb els símbols de Maria, el lliri i la creu de la gamma.
La sala daurada, la sala fonamental del palau, té una decoració inusual. Les parets d'estuc daurat porten fulles de card, un motiu estimat per la reina, ja que era l'emblema de la ciutat de Nancy, la capital del Modernisme, però també relacionada amb Escòcia, el bressol de Maria. El mobiliari decorat amb elements celtes i romans d'Orient també es destaca per la claraboia amb forma de creu celta al sostre.
El castell de Pelișor té una valuosa col·lecció d'art decoratiu pertanyent a l'Art Nouveau, que inclou obres d'artistes com E. Galle, els germans Daum, J. Hoffmann, LC Tiffany, Gurschner, etc. El manuscrit mereix una menció especial: pergamí pintat fet per Maria i donat a Ferran el 1906. Les belles arts es poden agrupar sota el genèric "Artistic Youth", un moviment patrocinat per la reina, que va reunir artistes romanesos al començament de la seva carrera.
Al castell de Pelișor hi ha altres obres de la reina Maria, a més del manuscrit esmentat anteriorment, com algunes aquarel·les que representen lliris.